# Diabetes mellitus gestacional
La diabetes mellitus gestacional (DMG) es una forma de diabetes mellitus producida durante el embarazo. La DMG es el problema médico más frecuente relacionado con el embarazo y presenta riesgos significativos tanto para la salud materna como para la del feto, lo que requiere monitoreo y supervisión médica durante el embarazo. La prevalencia de la DMG ha aumentado globalmente en los últimos años, reflejando el incremento en las tasas de diabetes y obesidad. Según la Federación Internacional de Diabetes (IDF), se estima que la DMG afecta del 5% al 25% de los embarazos, impactando aproximadamente 21 millones de nacimientos vivos anualmente.
Durante el embarazo, el cuerpo produce más hormonas que causa cambios en el cuerpo incluyendo el aumento de peso. Estos cambios de las hormonas del embarazo reducen la capacidad que tiene el cuerpo de utilizar y responder a la acción de la insulina, lo cual es una hormona que contribuye a regular los niveles de glucosa en sangre.La diabetes gestacional puede ocurrir como resultado de la resistencia a la insulina o reducción de la producción de insulina y esto resulta en un nivel alta de glucosa en la sangre (hiperglucemia). La incidencia de la DMG es de un 3-10% de las mujeres embarazadas. La diabetes gestacional requiere tratamiento médico para evitar complicaciones Archivado el 4 de junio de 2020 en Wayback Machine. en el embarazo, tales como:
- Hipoglucemia en el recién nacido (bajos niveles de glucosa al nacer).
- Bajos niveles de algunos minerales (especialmente hipocalcemia o baja cantidad de calcio)
- Preeclamsia.[5]
- Parto prematuro (nacer antes de tiempo, lo cual puede causar problemas respiratorios y otros problemas)[6]
- Aumento de peso del feto (macrosomía fetal)

Factores de riesgo incluyen tener sobrepeso, una historia médica de diabetes gestacional, una historia familiar de diabetes tipo 2, y tener síndrome de ovario poliquístico. Generalmente, la diabetes gestacional no provoca síntomas, pero si tiene los factores de riegso puede hacer una prueba de sangre para saberlo con certeza.
En general, la diabetes gestacional desaparece después de que nace el bebé. Sin embargo, la diabetes gestacional es un factor de riesgo para tener diabetes tipo 2 más adelante y alrededor de 50% de las mujeres con diabetes gestacional durante su embarazo presentarán diabetes tipo 2. Acciones para intentar de prevenir la diabetes tipo 2 incluye ejercicio  y manteniendo una alimentación saludable.

## Etiología
Aparte de la función de intercambio de nutrientes entre la madre y el feto, la placenta también presenta una función endocrina gracias a la liberación de esteroides, que tienen acción hiperglucemiante, bloqueando la función de la insulina en los órganos diana. Otra hormona que favorece la nutrición del feto es el lactógeno placentario que lleva a cabo un proceso de gluconeogénesis para mantener niveles basales de glucemia, fundamentales para el desarrollo del feto. Estos dos factores, la esteroidogénesis y el lactógeno placentario, son los que hacen que una mujer pueda debutar con una diabetes durante el embarazo, y esto ocurre en el segundo trimestre que es cuando la placenta empieza a funcionar adecuadamente.

## Cuadro clínico
Los síntomas Archivado el 4 de junio de 2020 en Wayback Machine. que se pueden presentar abarcan:
- Visión borrosa
- Fatiga
- Infecciones frecuentes, incluyendo las de vejiga, vagina y piel
- Aumento de la sed
- Incremento de la micción
- Náuseas y vómitos
- Pérdida de peso a pesar de un aumento del apetito

## Factores de riesgo
Los factores de riesgo para sufrir DMG son:
- Historia familiar de diabetes tipo II.
- Edad de la mujer, a mayor edad mayor riesgo. Embarazos después de los 30 años.[9]
- Raza, son más propensas las afroamericanas, nativas norteamericanas e hispanas.
- Obesidad.
- Diabetes gestacional en otro embarazo.
- Haber tenido en un embarazo previo un niño con más de 4 kilos (macrosoma).
- Fumar dobla el riesgo de diabetes gestacional.
- Hipertensión arterial
- Padecer el síndrome de ovario poliquísticos (SOP).
- Exceso de líquido amniótico (polihidramnio).
- Previo aborto espontáneo o muerte fetal intrauterina sin causa aparente.

## Diagnóstico
El diagnóstico de Diabetes Gestacional se hace cuando la glucemia Archivado el 4 de junio de 2020 en Wayback Machine. basal es superior a 95 mg/dl en dos ocasiones o bien superior a 200 mg/dl en una sola determinación. Para detectar la diabetes gestacional se pueden utilizar varios métodos: El test de O'Sullivan se debe realizar de forma rutinaria para evaluar la forma en que las embarazadas metabolizan los carbohidratos. En caso de que éste salga alterado se debe realizar una curva diagnóstica con una carga de 75g de glucosa. Los valores normales son 95 mg/dl (basal), 140 mg/dl (60 minutos), 120 mg/dl (120 minutos) según consejos ADA 2018. Si uno de ellos es anormal (por ejemplo, 147 mg/dl a la hora) se confirma el diagnóstico de Diabetes Gestacional, aún con una glucemia basal normal de <95 mg/dl.

## Tratamiento
El tratamiento de DMG, como en otros tipos de diabetes mellitus, se centra en mantener el nivel de azúcar en sangre en los rangos normales. El tratamiento puede incluir las siguientes actuaciones:
- Dieta especial: una ingesta de 3000 kcal por día.
- Ejercicio: caminar una hora diaria.
- Control diario del nivel de azúcar en sangre: valores normales (prepandial 95mg/dl; pospandrial una hora 140mg/dl; pospandrial dos horas 120mg/dl)
- Inyecciones de insulina

A menudo, la diabetes gestacional puede ser tratada con dieta y ejercicio. Si este tratamiento no resulta, se procederá a la administración de insulina.

## Complicaciones para el recién nacido
- Macrosomía
- muerte fetal
- hipoglucemia neonatal
- hiperbilirrubinemia

## Test de O'Sullivan
El test de O'Sullivan es una prueba analítica que se realiza a las mujeres embarazadas entre la semana 24-28 de gestación.
Se evalúa el metabolismo de carbohidratos mediante pruebas de glucosa en sangre, por lo que se trata de un test de cribado de la DMG.